# 格罗宁根省
格罗宁根省（荷蘭語： 荷蘭語發音：[ˈɣroːnɪŋə(n)] ⓘ）是位于荷兰东北部的一个省，东邻德国下萨克森州、南接德伦特省、西靠弗里斯兰省、北濒瓦登海，首府格罗宁根。

## 地理

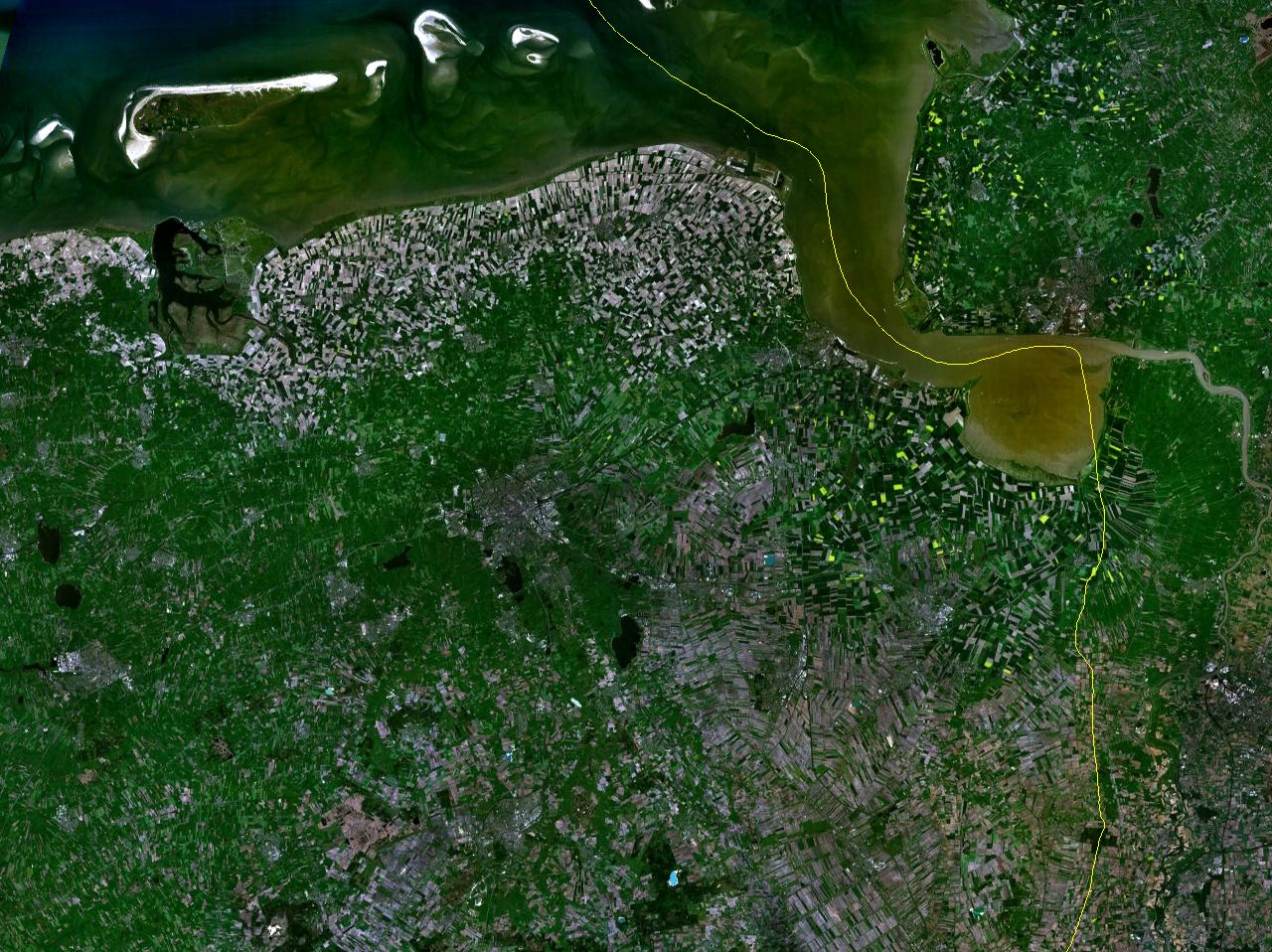
格罗宁根省衛星影像

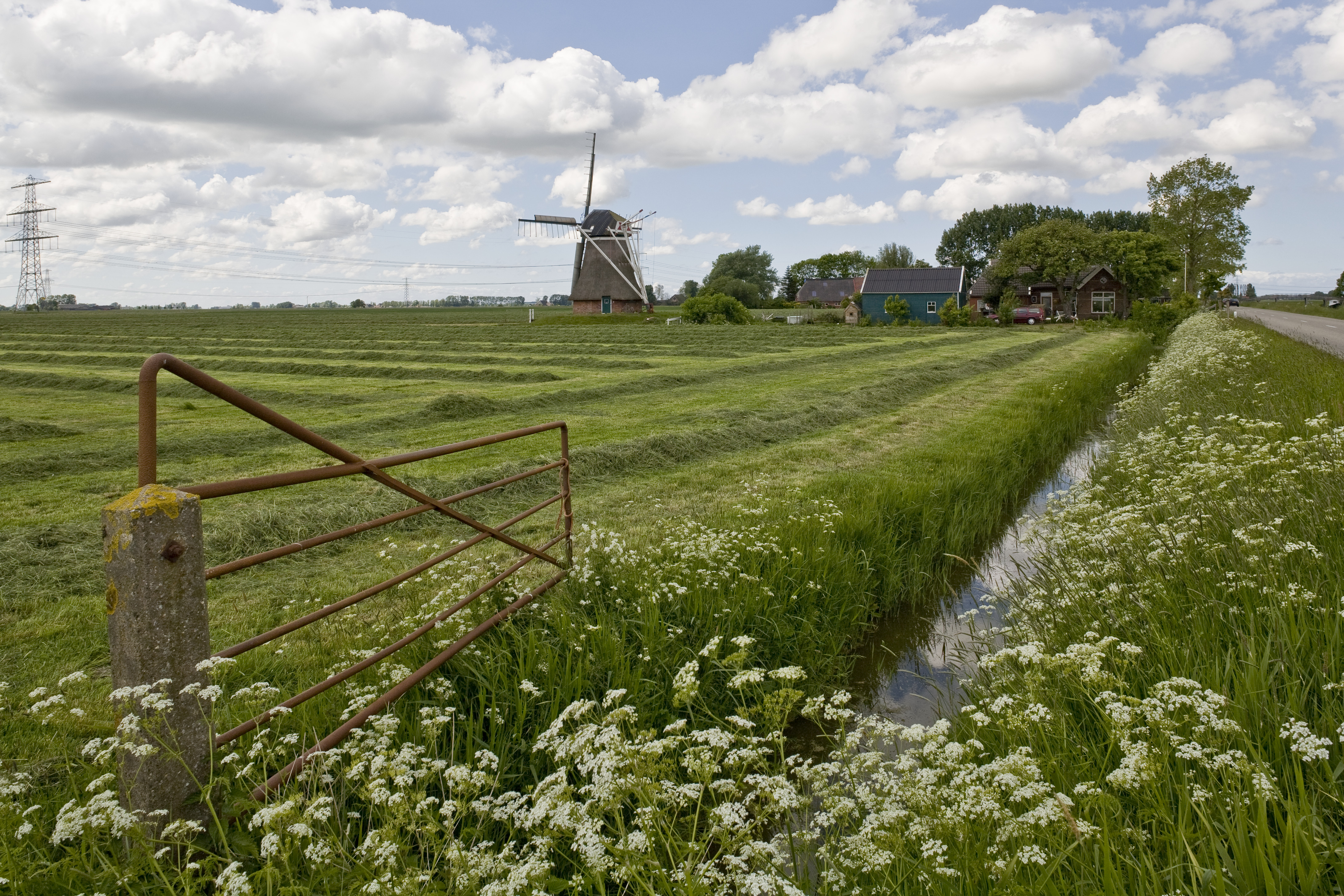
格罗宁根省土地平坦，其中80％的土地用於農業

格羅寧根省是荷蘭面積第七大省。它的總面積為2,960平方公里（1,140平方英里），擁有2,325平方公里（898平方英里）的土地和635平方公里（245平方英里）的水域。約80％的土地或用於農業。
格羅寧根省土地平坦，該省的大部分地區都在海平面以下。

## 歷史
西元785年左右，屬於弗里西亞一部分的格羅寧根成為法蘭克帝國領土。查理大帝指派 Saint Ludger 負責該地的基督教化。11世紀，當時的格羅寧根市是德倫特的一個小村，屬於烏得勒支采邑主教區，而格羅寧根省大部分地區則属明斯特教區管轄。中世紀時，格羅寧根成為城邦。1500年左右，馬克西米連一世將格羅寧根和弗里斯兰給予薩克森公爵亞伯特。1514至1515年，格羅寧根成為海尔德公国，1535年成為哈布斯堡王朝的荷蘭領地。1594年，荷蘭共和國攻佔格羅寧根，從此格羅寧根成為荷蘭的一部份。

### 政治歷史
在19世紀與20世紀，東格羅寧根的階級鬥爭特別激烈。或許不是巧合，格羅寧根的贝尔塔（Beerta）也出現了荷蘭唯一一位共產黨籍的市長哈内克·雅赫尔斯玛。

## 經濟
以農業為主，斯洛赫特伦附近有大型天然氣田。首府格羅寧根市一直是荷蘭北部的貿易和工業中心，眾多歐洲著名企業在此設立總部和辦事處。

### 能源
格羅寧根天然氣田是位於格羅寧根省斯洛赫特倫附近的一個巨大的天然氣田。於1959年發現，是歐洲最大的天然氣田，也是世界第十大天然氣田。

## 市镇
- 埃姆斯代爾塔（Eemsdelta）[a]
- 格罗宁根（Groningen）
- 海特霍赫兰（Het Hogeland）
- 中格罗宁根（Midden-Groningen）
- 佩克拉（Pekela）
- 斯洛赫特伦（Slochteren）
- 斯塔茨卡纳尔（Stadskanaal）
- 芬丹（Veendam）
- 韦斯特夸蒂尔（Westerkwartier）
- 韦斯特沃尔德（Westerwolde）

### 旧市镇
- 阿平厄丹（Appingedam）
- 贝迪姆（Bedum）
- 贝灵韦德（Bellingwedde）
- 德马尔讷（De Marne）
- 代尔夫宰尔（Delfzijl）
- 埃姆斯蒙德（Eemsmond）
- 赫罗特哈斯特（Grootegast）
- 哈伦（Haren）
- 霍赫贊德-薩珀梅爾（Hoogezand-Sappemeer）
- 莱克（Leek）
- 洛珀瑟姆（Loppersum）
- 马勒姆（Marum）
- 门特沃尔德（Menterwolde）
- 奥尔丹布特（Oldambt）
- 赖德兰（Reiderland）
- 斯海姆达（Scheemda）
- 弗拉赫特韦德（Vlagtwedde）
- 滕布尔（Ten Boer）
- 温斯霍滕（Winschoten）
- 温瑟姆（Winsum）
- 泽伊德霍伦（Zuidhorn）

## 名人
- 阿貝爾·塔斯曼，探險家。
- Cornelis Dopper，作曲家。
- Albert Eckhout，畫家。
- Wiebbe Hayes，荷蘭軍人，16世紀的國家英雄。
- Lenie 't Hart，動物權利行動者。
- Jozef Israëls，畫家。
- Aletta Jacobs，荷蘭第一位研究醫學的女性。
- Freek de Jonge，卡巴萊藝人。
- Jurrie Koolhof，前足球前鋒，為PSV恩荷芬出賽106場。
- Gerrit Krol，作家。
- Jan Mulder，前足球選手。效力阿賈克斯。
- 阿尔扬·罗本，足球選手。
- Noisia，樂團。

## 外部連結
- 官方網站 （页面存档备份，存于）
- 格羅寧根地圖

53°15′29″N 6°44′16″E / 53.25806°N 6.73778°E